# Frank D'Agostino
Francis Joseph "Frank" D'Agostino (8 de abril de 1934 – 28 de septiembre de 1997) fue un jugador de fútbol americano. D'Agostino asistió a la Universidad de Auburn y jugó fútbol universitario en la posición de Tackleador para el equipo de los Tigres de Auburn.
Fue seleccionado por la Associated Press y la Asociación de Entrenadores de Fútbol americana como primer jugador del equipo en el 1955 Fútbol Universitario Todo-Equipos de América.
Fue seleccionado por las Águilas de Filadelfia en la segunda ronda (opción 16.º en general) del 1956 NFL Draft.  
Destacó en 12 juegos para las Águilas durante la temporada 1956 de la NFL.  
En 1960, D'Agostino jugó en la nueva Liga de Fútbol americana, apareciendo en dos juegos para los Titanes de Nueva York (más tarde rebautizó los Jets de Nueva York) durante la temporada 1960 de la AFL.